# Intelsat II

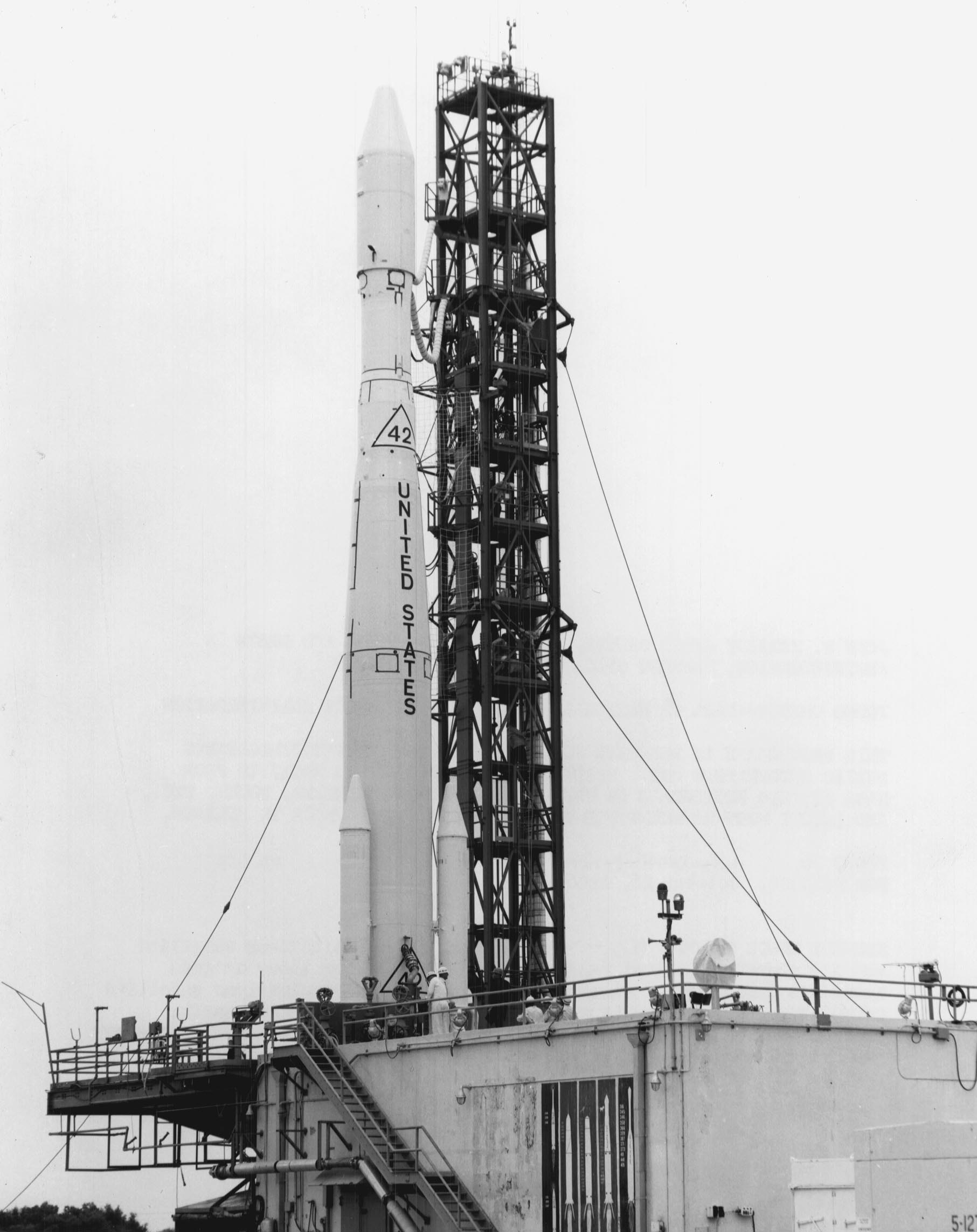
Eine Delta-E1-Trägerrakete mit Intelsat II F-1

Intelsat II ist die Bezeichnung von vier Kommunikationssatelliten des Technologieunternehmens Intelsat mit Sitz in Luxemburg. Die Intelsat-II-Serie ist die zweite Generation der Intelsat-Satelliten. Die vier Satelliten sind doppelt so leistungsfähig wie ihr Vorgänger aus der Intelsat-I-Serie. Der erste Satellit wurde 1966 gestartet. Die Satelliten lieferten neben dem kommerziellen Betrieb auch Kommunikationsunterstützung für das Apollo-Programm der NASA.

## Technische Daten
Die Intelsat II-Satelliten, doppelt so groß und schwer wie Early Bird und mit mehr als der doppelten Leistung, war mit einem von Hughes entwickelten fortschrittlichen Antennensystem ausgestattet, das den direkten Kontakt mit mehreren Bodenstationen gleichzeitig ermöglichte.
Das Designkonzept der Satelliten folgte den gleichen Grundprinzipien, die von Hughes für Early Bird entwickelt wurden. Dazu gehörten die Spin-Stabilisierung und ein einfaches Gasstrahlsystem für Lageregelungszwecke.
Die Struktur bestand aus einem zentralen Rohr, das den Apogäumsmotor und die Kommunikationsantenne beinhaltete. Eine hintere Trennwand schützte den Großteil der Nutzlastelektronik.
Das Basis-Kommunikationssystem bestand aus zwei redundanten Repeatern mit 6 dB an Rauschzahl und vier 6-Watt-Wanderfeldröhren, von denen eine, zwei oder drei parallel eingeschaltet werden konnten.
Das Telemetriesystem des Satelliten war ähnlich dem von Early Bird und umfasste zwei Encoder, zwei UKW-Sender und acht Peitschenantennen. Die Kommunikationskapazitäten jedes Satelliten waren 240 Zwei-Wege-Telefonlgespräche oder ein Zwei-Seiten-TV-Kanal.
Ein in sich geschlossener Apogäumsmotor, der durch einen Befehl von der Bodenkontrolle abgefeuert wurde, lieferte die Geschwindigkeitserhöhung, die erforderlich ist, um den Satelliten von der Transferbahn in eine geosynchrone Umlaufbahn zu bringen.
Da alle Satelliten baugleich waren, gelten folgende Informationen für alle Raumfahrzeuge der Reihe:
- Satellitenbus: HS-303A von Hughes Aircraft
- Durchmesser: 1,42 m
- Höhe: 0,67 m
- Startmasse: 162 kg
- Masse in Umlaufbahn: 86 kg
- Energieversorgung: Ummantelte Solarzellen, Batterien
- Elektrische Leistung: 85 Watt
- Geplante Lebensdauer: 3 Jahre
- Apogäumsmotor: SVM-1
- Stabilisierung: Spinstabilisierung
- Transponder: 2 im C-Band
- Bandbreite: 125 MHz

## Die Satelliten

### Intelsat II F-1
Intelsat II F-1 (auch „Blue Bird“ genannt) war zu dieser Zeit der größte Kommunikationssatellit, der jemals für den kommerziellen Betrieb in eine synchrone Umlaufbahn gebracht wurde. Er wurde am 26. Oktober 1966 auf einer Delta-E1-Trägerrakete vom Cape Canaveral, Startrampe 17B in einen Geo-Transferorbit gestartet. Durch das Zünden des Apogäumsmotors sollte die Bahn dann ihn den geostationären Orbit angehoben werden. Doch der Motor feuerte nur 4 Sekunden, anstatt den geplanten 16 Sekunden. So landete er nie in seiner geplanten Umlaufbahn. Der Satellit wurde trotz seines falschen Orbits verwendet, um Fernsehsendungen und anderen Kommunikationsverkehr zu übertragen. Die Mission wurde von Intelsat als Teilerfolg eingestuft.

### Intelsat II F-2
Intelsat II F-2 (auch „Lani Bird“ genannt) wurde am 11. Januar 1967 an Bord einer Delta-E1 vom Cape Canaveral, LC-17B, in einer synchronen Umlaufbahn gestartet. Der Hauptbetrieb begann am 27. Januar 1967. Der Satellit war an Bodenstationen in den Vereinigten Staaten, Hawaii, Australien und Japan zu empfangen.

### Intelsat II F-3
Intelsat II F-3 (auch „Canary Bird“ genannt) wurde am 22. März 1967 auf einer Delta-E1 vom Cape Canaveral gestartet und auf einer synchronen Umlaufbahn über dem Atlantik positioniert.

### Intelsat II F-4
Intelsat II F-4 wurde am 27. September 1967 an Bord einer Delta-E1 vom LC-17B des Cape Canaverals für den Betrieb über dem Pazifik gestartet.